# 복소함수
수학에서 복소 함수(複素函數, 영어: function of a complex variable)는 정의역과 공역의 원소가 모두 복소수인 함수이다.

## 정의
복소 함수는 {\displaystyle f\colon \mathbb {C} \to \mathbb {C} } 꼴의 함수이다. 그 대응 규칙은 다음과 같다.
{\displaystyle f(z)=f(x+iy)=u(x,y)+iv(x,y)}
여기서 {\displaystyle u,v\colon \mathbb {R} ^{2}\to \mathbb {R} }이다.

## 예
복소 함수에는 복소 지수 함수, 복소 삼각 함수, 복소로그 함수 등이 있다.

### 복소 지수함수
복소 지수 함수는 다음과 같이 표현되는 복소 함수이다. 
{\displaystyle e^{z}\,=\,e^{x}\left(\cos y+i\sin y\right)}
다음과 같은 성질을 갖는다.
{\displaystyle e^{iy}\,=\,\cos y+i\sin y} (오일러 공식)
이며, {\displaystyle z=re^{i\theta }}는
{\displaystyle e^{2\pi i}=1}
로 나타낼 수 있다.
또한 
{\displaystyle e^{z+2\pi i}=e^{z}}
이므로, {\displaystyle w=e^{z}}가 가질 수 있는 값은 폭 {\displaystyle 2\pi }인 수평띠 
{\displaystyle -\pi <y\leq \pi }
안에 있게 되는데, 이 무한 띠를 {\displaystyle e^{z}}의 기본영역(fundamental region)이라 부른다.

### 복소 삼각함수
{\displaystyle \cos z={\frac {1}{2}}\left(e^{iz}+e^{-iz}\right),\sin z={\frac {1}{2i}}\left(e^{iz}-e^{-iz}\right)}
실삼각함수에 대한 모든 익숙한 공식은 복소값에 대해서도 성립한다. 
{\displaystyle {\begin{aligned}&\cos \left(z_{1}\pm z_{2}\right)=\cos z_{1}\cos z_{2}\mp \sin z_{1}\sin z_{2}\\&\sin \left(z_{1}\pm z_{2}\right)=\sin z_{1}\cos z_{2}\pm \sin z_{2}\cos z_{1}\\\end{aligned}}}

### 복소 쌍곡선함수
{\displaystyle \cosh z={\frac {1}{2}}\left(e^{z}+e^{-z}\right),\sinh z={\frac {1}{2}}\left(e^{z}-e^{-z}\right)}

### 복소 삼각함수와 쌍곡선함수의 관계
복소쌍곡선함수와 삼각함수의 관계는 다음과 같다.
{\displaystyle \cosh iz=\cos z,\,\sinh iz=i\sin z,\,\tanh iz=i\tan z}
복소삼각함수와 쌍곡선함수의 관계는 다음과 같다.
{\displaystyle \cos iz=\cosh z,\,\sin iz=i\sinh z,\,\tan iz=i\tanh z}

### 복소 로그함수
{\displaystyle z=x+iy}의 자연로그(natural logarithm)는 {\displaystyle \ln \,z}로 표시하고 지수함수의 역함수로 정의한다. 
{\displaystyle {\begin{aligned}&\ln z=\ln r+i\theta \\&\left(r=\left|z\right|>0,\theta =\arg z\right)\\\end{aligned}}}
이때, 실미적분학과 다른 점을 발견할 수 있다. {\displaystyle z}의 편각은 {\displaystyle 2\pi }의 임의의 정수배를 더한 값들로 결정되므로, 복소자연로그
{\displaystyle \ln z\ \left(z\neq 0\right)}는 무한히 많은 값을 갖는다. 
{\displaystyle \operatorname {Arg} \,\,z}에 상응하는 {\displaystyle \ln \,z}의 값을 {\displaystyle \operatorname {Ln} \,\,z}로 표기하고, {\displaystyle \ln \,z}의 주값(principal value)이라 부른다. 따라서,
{\displaystyle \operatorname {Ln} \,z=\ln \left|z\right|+i\operatorname {Arg} \,z}
이다. {\displaystyle \operatorname {Arg} \,z}의 다른 값들은 {\displaystyle 2\pi }의 정수배만큼 다르므로 {\displaystyle \ln \,z}의 다른 값들은 
{\displaystyle \ln z=\operatorname {Ln} \,z\pm 2n\pi i}
이 된다.

### 일반 거듭제곱
복소수 {\displaystyle z=x+iy}의 일반 거듭제곱 공식
{\displaystyle z^{c}\,=\,e^{c\ln z}}
로 정의된다.

## 참고 도서
Kreyszig, Erwin (1999). 《Advanced Engineering Mathematics 8th ed.》. John Wiley & Sons, INC. ISBN 0-471-15496-2.